# راتلند (حوزه سرشماری)، ماساچوست
راتلند (به انگلیسی: Rutland) یک منطقهٔ مسکونی در ایالات متحده آمریکا است که در شهرستان ووستر، ماساچوست واقع شده‌است. راتلند ۸٫۳ کیلومتر مربع مساحت و ۲٬۱۱۱ نفر جمعیت دارد و ۳۴۳ متر بالاتر از سطح دریا واقع شده‌است.